# Mansa Musa
Mansa Musa (a domnit cca. 1312 – cca. 1337) a fost al nouălea Mansa al Imperiului Mali, care a atins apogeul teritorial în timpul domniei sale. Domnia lui Musa este adesea considerată drept perioada de maximă putere și prestigiu a statului Mali, deși el apare mai puțin în tradițiile orale Mandinka⁠(d) decât predecesorii săi.
Musa era excepțional de bogat, într-atât încât contemporanii l-au descris ca fiind de neconceput de bogat; revista Time a relatat: „Nu există cu adevărat o modalitate exactă de a evalua averea lui.” Se știe din manuscrise locale și din relatările călătorilor că averea lui Mansa Musa provenea în principal din controlul și taxarea de către Imperiul Mali a comerțului cu sare din regiunile nordice⁠(d) și, mai ales, din aurul extras și spălat în regiunile Bambuk⁠(d) și Bure⁠(d), la sud. De-a lungul unei perioade foarte îndelungate, Mali acumulase o rezervă mare de aur. Se crede, de asemenea, că Mali era implicat în comerțul cu numeroase alte bunuri, precum fildeș, sclavi, mirodenii, mătăsuri și ceramică. Cu toate acestea, în prezent se cunosc puține lucruri despre amploarea sau mecanismele acestor schimburi comerciale.
La momentul urcării lui Musa pe tron, Mali era alcătuit în mare parte din teritoriile fostului Imperiu Ghana, care devenise vasal al statului Mali. Imperiul Mali cuprindea teritorii ce fac parte astăzi din Guineea, Senegal, Mauritania, Gambia și statul modern Mali.
Musa a plecat în pelerinaj (Hajj) la Mecca în anul 1324, călătorind cu un anturaj imens și cu o cantitate vastă de aur. Pe drum, a petrecut un timp în Cairo, unde generozitatea sa extravagantă este spusă că a influențat vizibil valoarea aurului în Egipt și a atras atenția lumii musulmane în ansamblu.
Musa a extins granițele Imperiului Mali, în special prin încorporarea orașelor Gao și Timbuktu în teritoriul său. A căutat legături mai strânse cu restul lumii musulmane, în special cu sultanatele Mameluc și Marinid. A recrutat savanți din lumea islamică largă pentru a călători în Mali, cum a fost poetul andaluz Abu Ishaq al-Sahili, și a contribuit la transformarea orașului Timbuktu într-un centru de învățare islamică.
Domnia sa este asociată cu numeroase proiecte de construcție, inclusiv o parte a Moscheii Djinguereber din Timbuktu.

## Nume și titluri
Numele personal al lui Mansa Musa era Musa (în arabă: موسى, romanizat: Mūsá), același cu numele Moise în islam. Mansa, care în limba mandé înseamnă „conducător” sau „rege”, era titlul purtat de suveranul Imperiului Mali.
În tradiția orală și în Cronicile din Timbuktu, Musa este cunoscut și sub numele de Kanku Musa. În tradiția mandé, era obișnuit ca numele unei persoane să fie precedat de numele mamei sale, astfel că Kanku Musa înseamnă „Musa, fiul lui Kanku”, deși nu este clar dacă această genealogie este literală. Al-Yafi'i i-a atribuit lui Musa numele Musa ibn Abi Bakr ibn Abi al-Aswad (în arabă: موسى بن أبي بكر بن أبي الأسود, romanizat: Mūsā ibn Abī Bakr ibn Abī al-Aswad), iar Ibn Hajar i-a dat numele Musa ibn Abi Bakr Salim al-Takruri (în arabă: موسى بن أبي بكر سالم التكروري, romanizat: Mūsā ibn Abī Bakr Salim al-Takruri).
Musa primește adesea titlul de Hajji în tradiția orală, deoarece a efectuat pelerinajul la Mecca (hajj). În limba songhai, conducătorii Imperiului Mali, precum Musa, erau cunoscuți sub denumirea de Mali-koi, koi fiind un titlu care exprima autoritatea asupra unei regiuni – cu alte cuvinte, „conducătorul Maliului”.

## Pelerinaj la Mecca

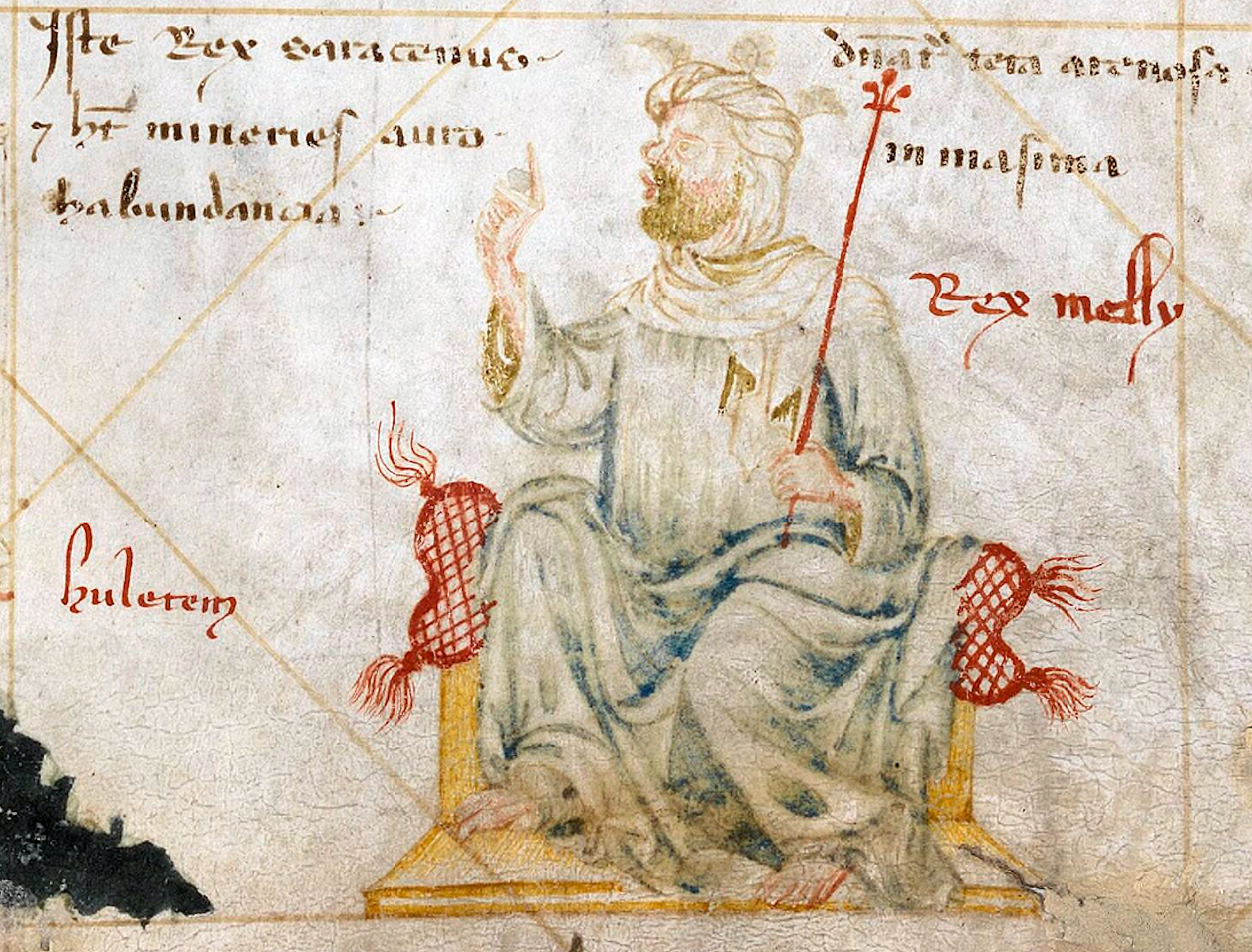
Mansa Moussa (Rex Melly) pe harta lui Angelino Dulcert (1339)

### Economie și educație

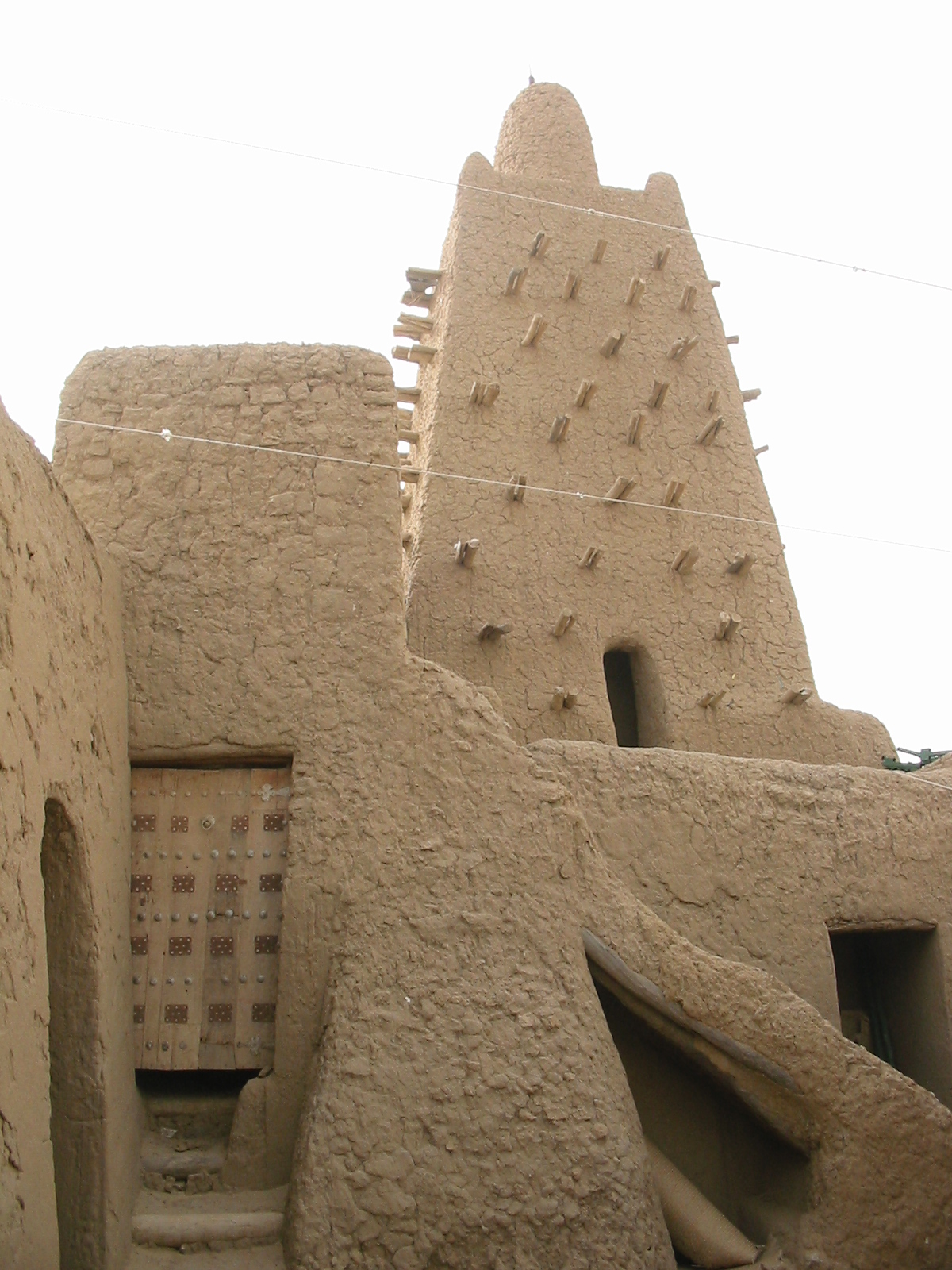
Moscheea Djinguereber, comandată de Mansa Musa în 1327

## Moarte

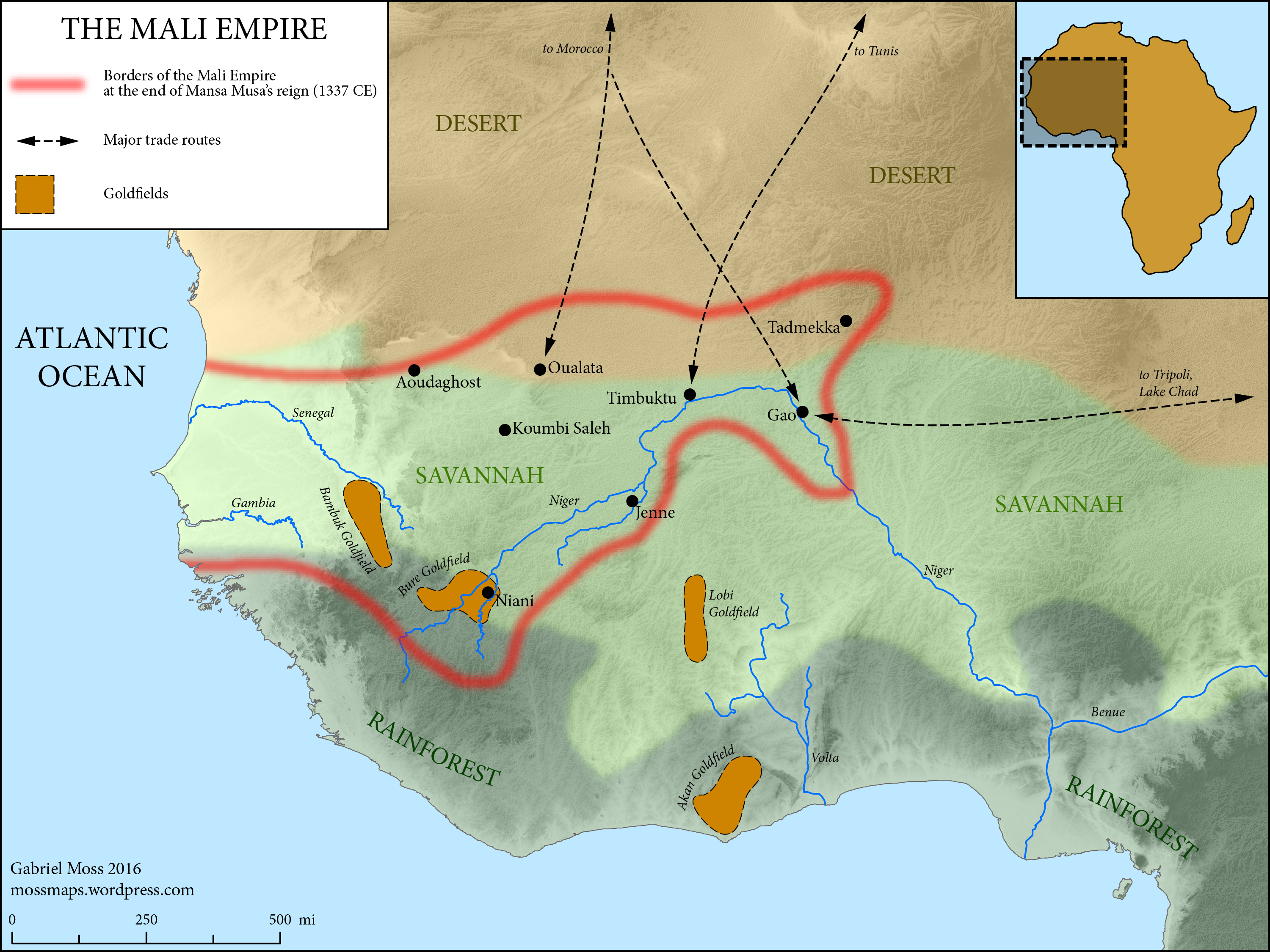
Imperiul Mali în momentul morții lui Musa